# Pterogenia valida
Pterogenia valida är en tvåvingeart som beskrevs av Mario Bezzi 1916. Pterogenia valida ingår i släktet Pterogenia och familjen bredmunsflugor. Inga underarter finns listade i Catalogue of Life.